# Васум-Райнер, Сюзанна
Сюзанна Васум-Райнер (нем. Susanne Wasum-Rainer; род. 31 июля 1956) — немецкий дипломат, действующий посол Германии в Израиле с 2018 года.

## Биография

### Молодость
Родилась в 31 июля 1956 года в Майнце, где получила квалификацию Abitur в 1975-м. Изучала право в Майнцском университете, а позже в Университете Пассау и Мюнхенском университете. Сдала свой первый государственный экзамен — Staatsexamen — в 1981 году, а второй — в 1984-м. В 1983 году получила докторскую степень в Университете Пассау, защитив диссертацию на тему Международного трибунала по морскому праву. Два года проработала в Немецком институте международных отношений и безопасности, а после начала обучение на дипломатическую должность.

### Карьера
В 1989 году закончила обучение и успешно сдала экзамен на должность атташе. Работала в штаб-квартире МИД Германии в Бонне, а затем в посольстве в Марокко. Ненадолго после этого она снова вернулась в Министерство иностранных дел, но потом была направлена в посольство Германии в Израиле, где пробыла с 1991 по 1993 год. Потом до 1997 года работала в отделении ООН в Женеве.
В 2000 году она вернулась в МИД Германии, в 2002—2006 занимала должность руководителя отдела. В 2009—2012 годах возглавляла юридический департамент Министерства иностранных дел, а также была советницей федерального правительства по международному праву.
В 2012—2015 годах была послом Германии во Франции; она стала первой женщиной, занявшей этот пост — её предшественником был Райнхард Шеферс. С 2015 по 2018 год была послом в Италии, а с 2018 года её назначили на должность посла в Израиле.
Помимо немецкого языка, Сюзанна также владеет английским, итальянским и ивритом.